# Taquaral de Guanhães
Taquaral de Guanhães, também chamado de Vila do Taquaral, é um distrito do município brasileiro de Guanhães, no interior do estado de Minas Gerais. Segundo o censo demográfico de 2022, realizado pelo Instituto Brasileiro de Geografia e Estatística (IBGE), sua população era de 1 093 habitantes e havia 415 domicílios particulares permanentes ocupados. Possui área de 153,55 km² conforme a Fundação João Pinheiro (FJP). Foi criado pela lei municipal nº 1.937 de 7 de agosto de 2001.
De acordo com o IBGE, em 2010 a população era de 1 252 habitantes e havia 416 domicílios particulares.